# Műköröm

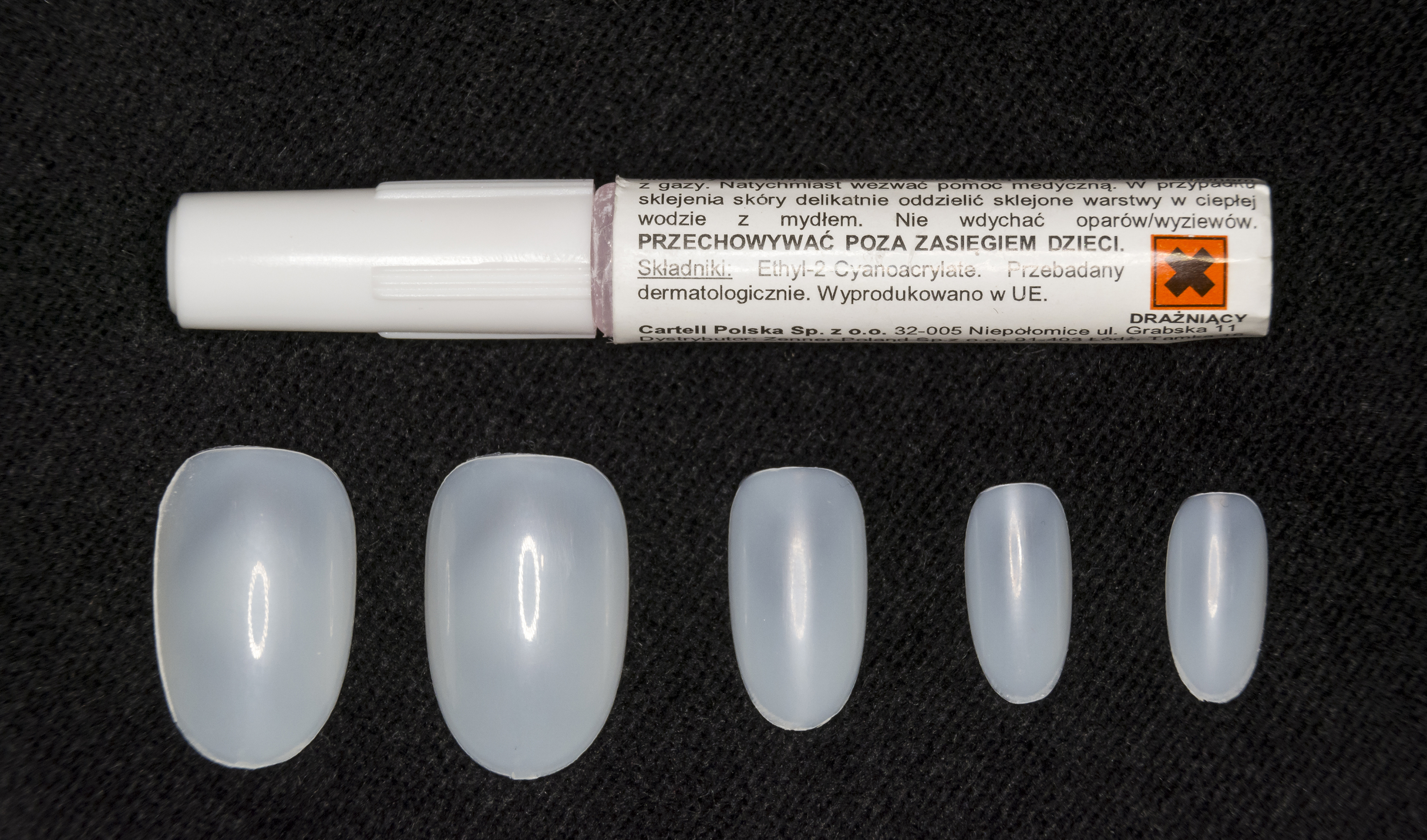
Műkörmök ragasztóval

A műköröm egy női "divatcikk", a természetes körmök elfedése és azok festése. 
A körömdíszítés divatja az ókorig vezethető vissza, források igazolják a kínai, az egyiptomi, a görög és a római körömdíszítéseket. A szép, esztétikus és díszített köröm a jólét és az egészség szimbóluma. A XX. század elejétől folyamatosan jelentek meg az új anyagok a köröm erősítésére és díszítésére. A nagy áttörést a fogászatban használt polimer anyagok használata hozta meg. Fred Slack fogorvosnak tulajdonítják a felfedezést, miszerint 1954-ben a munka közben megsérült körmét a rendelőjében lévő anyagokkal javította meg. A sikeres művelet hatására elkezdett kísérletezni az anyagokkal és Tom testvérével céget is alapítottak Patti Nails néven. Az anyaggal mások is folytattak kísérleteket, így született meg az 1970-es években a két komponensű akril, amely folyadékból (liquid) és porból (powder) áll. A polimerizációs folyamat a két anyag összevegyítésével indul be és nagyon rövid idő alatt képez sima, nagyon szép fényű kemény, de mégis rugalmas felületet. Magyarországon nem az akril szót használják erre a technikára, hanem a "porcelánt", mely nevét minden bizonnyal a hangzásáról és keménysegéről kapta.
A műköröm és a körömlakk között az a különbség, hogy körömlakk alatt a hagyományos, drogériákban is kapható, aceton-bázisú körömlakkokat értjük, míg műköröm alatt az összes többi mesterséges anyagot, amit körömépítésre és körömdíszítésre is használunk.
A másik nagy népszerűségnek örvendő műkörömépítőanyag a zselé, amelyben led-vagy UV-fény hatására indul el a polimerizáció.
A legújabb fejlesztés a polygél vagy acrygél, amely a porcelánhoz hasonló módon formázható, viszont UV-fény hatására szilárdul meg, ezzel ötvözve a két fő alapanyag technikailag előnyös tulajdonságait.
A műköröm használata nem károsítja a természetes körmöt.
Azonban megfelelő előkészítés nélkül nem tapad tartósan és alatta gomba- vagy bakteriális fertőzés képződhet, ami tönkreteheti a saját körmöket, illetve az eltávolitasnál a csiszolasnál elvékonyodhat, sérülhet a körömlemez, valamint a leoldás is szárítja a cuticulát.

## Típusai
Alapvetően kétféle technikával készülhetnek műkörmök, tipes és épített technikával. Tipes technika esetén kész, gyárilag megformázott műköröm tippeket ragasztanak a megfelelően előkészített természetes körömre. Mivel ezek a tipek formázottak, egy elképzelt ideális ívvel készülnek, nem mindenkinek készíthető velük szép köröm. (Az emberi körmök formája nagyon változatos, mindenkinek egyedi). Az utóbbi években használatuk vissza is szorult és nagyobb népszerűségnek örvend az épített technika. Ennél egy sablon kerül felhelyezésre a természetes körömre, ez szolgál alapul az építendő körömnek. Erre viszik fel a zselé vagy akril alapú műköröm építőanyagot, majd formázzák. Az anyag természetes levegőre vagy UV/LED fényre köt meg és veszi fel végleges alakját. A száradást követően a sablont eltávolítják és a körmöt további fényesítőanyaggal, díszítéssel gazdagítják.

## Története
Széles körben az 1980-as évektől terjedt el. A klasszikus kézápolás (manikűr) és lábápolás (pedikűr) mellett egyre komolyabb tudást fog át a műkörömépítő tevékenység. Magyarországon OKJ képzés keretében sajátítható el a szakma. Pontos elnevezése: Kézápoló és műkörömépítő (OKJ 3281501).